# 嫣语赋
《嫣语赋》，2022年中国古代传奇剧，由乔欣、徐正溪领衔主演。2022年2月5日于腾讯视频播出。

## 剧情简介
講述了秋府最不受寵的二小姐秋嫣憑藉自己的努力一步步收穫幸福的故事。

## 播出时间

### 首播
| 频道        | 所在地   | 播出日期                     | 播出时间                   | 备注                                                                |
| ----------- | -------- | ---------------------------- | -------------------------- | ------------------------------------------------------------------- |
| 騰訊視頻    | 中国大陆 | 2022年2月5日 - 2022年3月6日  | 20:00                      | VIP會員首更8集 每周六至一更新2集 非VIP會員首更2集 每周六至三更新1集 |
| WeTV        | 全世界   | 2022年2月5日 - 2022年3月6日  | 20:00                      | VIP會員首更8集 每周六至一更新2集 非VIP會員首更2集 每周六至三更新1集 |
| 新传媒8频道 | 新加坡   | 2023年8月23日—2023年10月9日  | 星期一至星期五 23:00       | 电视台官网也可点播观赏                                              |
| 華語劇台    | 香港     | 2024年11月6日—2024年11月29日 | 星期一至星期五 06:00-08:00 | 每次播映兩集                                                        |

## 演员列表

### 领衔主演
| 演員   | 角色           | 介绍 |
| 乔欣   | 秋嫣 ／ 蘇意婉 | 秋府最不受宠的二小姐。 生母為柳姨娘，生母重男輕女偏心弟弟，幼年時期遇山匪，母親攜弟弟逃跑卻將她棄於山匪窩不顧，幸得梁翊搭救。 秋家二小姐，二房庶女，被正房太太收養。秋嫣是一個不受寵的庶女，自小就習慣了察言觀色，在姨娘的打罵中，很早就懂得了反抗，她獨立堅強，聰明果敢，懂得為自己想要的生活努力拼搏。她從深閨大院中走出，在一樁樁迷案中抽絲剝繭，在一次次困難中輾轉前行，最終憑借自己的努力和智慧一步步收獲了幸福。 |
| 徐正溪 | 梁翊           | 劈柴處檢校使，衛遠侯。 冷面腹黑的衛遠候，劈柴處檢校使。梁翊受命執掌劈柴處，行事果斷，心中有大局，思慮周全。他曾經也是俠肝義膽，但六年前父親去世後，就開始變得冷漠。梁翊對秋嫣本來看不順眼，通過在一起查案，在與秋嫣的點滴相處中，逐漸改變了對她的印象，並且深深的愛上了她。 |

### 主演
| 演員   | 角色     | 介绍 |
| 刘芮麟 | 秦暄     | 英國公府世子。 輩分為秋嫣的表哥，但無血緣關係（秋府大太太蔣氏是其親姨媽），喜歡秋嫣。 英國公府的公子，出生名門，秦暄與秋嫣一見如故，相談甚歡。在以後的相處中，他發現秋嫣與其他女子的不同，被她吸引，萌生愛意，漸漸對秋嫣一往情深，但是遭到家人反對。秋家落難時，因自身只是世家公子，無法出手相助。後被秋府二房秋珉算計，並與其訂婚。 |
| 鄭衛莉 | 秋老太太 | 秋嫣、秋珉之祖母。 |
| 李进荣 | 秋宜     | 秋嫣和秋珉的父親。秋家二老爺。 |
| 邓英   | 韓氏     | 秋嫣養母，秋珉生母。 秋宜的夫人，秋珉的母親，秋嫣的嫡母。韓夫人是個端莊高貴，內心和眼界都特別開闊的女性，她支持秋嫣，給她看話本，教她讀書，其實更多的是她自己向往這種自由自在的生活。在內心里兩個女兒對她來說都是一樣重要，只是對她們的教育方式不同。                                                                                |
| 许雅婷 | 秋珉     | 秋嫣的同父異母的妹妹。秋家三小姐。喜歡秦暄。 秋家三小姐，二房嫡女，喜歡秦暄。秋珉有著疼愛她的父母，還深得祖母喜愛，面對姐姐秋嫣的另類舉動，深受封建禮教束縛的她，心里並不認同，但是又無法反對，因此總是暗中告狀。本是膽小懦弱乖巧性格的她，在教坊司受辱後，變得工於算計。                                                            |
| 徐潔兒 | 柳姨娘   | 秋嫣、秋蓉生母。 |
| 王家茵 | 青黛     | 秋嫣的貼身丫環。 |
| 马雅舒 | 郭貴妃   | 皇帝的貴妃，太子的生母。 郭貴妃與梁翊的母親槿夫人私交很好，對梁翊也十分偏愛。郭貴妃頭戴串珠流蘇冠，身穿一襲拖尾華服，一派雍容華貴的氣質。生日朝會上，她身坐高位，被一眾官家女眷送禮討好，一顰一笑間不怒自威，卻暗藏玲瓏心思。 |
| 韩锐   | 贺永忠   | |
| 张奕聪 | 元阆     | 總章衙門主事。 |
| 高晟   | 姜云     | 元阆下屬。 |
| 战宇   | 宋錦     | 梁翊的貼身侍衛。 梁翊的護衛。他在6歲時就進了侯府，和梁翊一起長大。他不但對梁翊忠心耿耿，還是梁翊和秋嫣的愛情助攻，不僅出力，還出主意。在梁翊傷心的時候，他時常陪在梁翊身邊安慰他，兩人雖說是主僕關系，但長久的相處，早已像家人了。                                                                                                   |
| 景如洋 | 師小小   | 教坊司名妓。 她表面上是梁翊在教坊司的相好，實際上卻是梁翊的線人，為他在魚龍混雜的教坊司收集情報。在感情方面，師小小一直暗戀著梁翊。但在面對梁翊的戀人秋嫣時，她並不討厭秋嫣，反而對她有幾分敬意，曾多次對她出手相助。 |

## 电视原声带
| 《嫣語賦》影视原声带 | 《嫣語賦》影视原声带     | 《嫣語賦》影视原声带 | 《嫣語賦》影视原声带 | 《嫣語賦》影视原声带 |
| 曲序                 | 曲目                     |                      | 作曲                 | 演唱                 |
| -------------------- | ------------------------ | -------------------- | -------------------- | -------------------- |
| 1.                   | 《嫣語賦》（主題曲）     | 王徑松               | 解男                 | 徐薇                 |
| 2.                   | 《情愿》（片尾曲）       | 張銘軒               | 張銘軒               | 馮佳琪               |
| 3.                   | 《翊訣》（插曲）         | 王徑松               | 解男                 | 栾貽泽               |
| 4.                   | 《三色堇的花語》（插曲） | 王徑松               | 解男                 | 喬欣                 |

## 網路評價
- 雖為小成本網路劇，初時網路收視流量平淡（但女主人設新奇及劇情懸疑等支撐），後「開低走高」，最後有了12億次的播放量，成績亮眼。可惜的是劇情走向「開高走低」，網友們普遍認為「虎頭蛇尾」，6位相互串聯接棒編劇出來道歉[3][4]。
- 雖為小成本網路劇，但在播出後，遭網友爆料戲中女主服裝疑似使用舊衫。2月18日，《惹不起的殿下大人》的设计－李萌回复这件事：「2022年了，再穿2018年的款真的会过时」。2月19日，《嫣语赋》的造型指导宋涛做出回复表示：「撞衫的服装确实是向《惹不起的殿下大人》剧方无偿借用的，對误穿在主角身上，对此表示歉意」。[5]。